# منطقه ۲ شهرداری کرج
منطقه ۲ شهرداری کرج یکی از مناطق ده‌گانه شهر کرج است که در جنوب شرقی این شهر واقع است.

## جغرافیا
این منطقه ۱۳۵۰۰۰ نفر جمعیت دارد. مساحت منطقه ۲ شهرداری کرج ۱۱۱۹۷۹۹۴متر مربع است. این منطقه از شمال به بلوار شهید بهشتی (قزوین) و منطقه ۱ از شرق به منطقه ۱۰، از جنوب به منطقه ۲ فردیس و از غرب به منطقه ۹ و از محدود می‌گردد.
این منطقه از شمال به میدان هفت تیر تا چهارراه دانشکده، از جنوب به اتوبان تهران کرج، تقاطع میدان شهید سلطانی در امتداد جاده ملارد تا سرحد آباد، از غرب از تقاطع جاده مردآباد با راه‌آهن در امتداد جاده مرد آباد به چهارراه کارخانه قند درامتداد بلوار هفت تیر از چهارراه کارخانه قند تا میدان هفت تیر و از شرق به دکل‌های برق فشار قوی محدود می‌گردد. این منطقه به دلیل قرار گرفتن در منطقه قدیمی کرج از فرسوده‌ترین مناطق این شهر است.

## شهرداری
شهردار این منطقه درحال حاضر سید جواد موسوی است. و دفتر شهرداری در محله اصفهانی‌ها، بلوار هفت تیر و قبل از چهارراه کارخانه قند است.